# Dylan Charbonnel
Dylan Charbonnel (1996) è un giocatore di football americano francese, che  gioca come runningback per i Black Panthers de Thonon..
Dopo aver giocato per le giovanili e la prima squadra dei Gones de Lyon passa per un anno agli svizzeri Geneva Seahawks, per poi tornare ai Gones. Dal 2022 gioca per i Black Panthers de Thonon.

## Palmarès
- 2 Casque de Diamant (Black Panthers de Thonon, 2023, 2024)